# Šatrinci
Šatrinci (en serbe cyrillique : Шатринци ; en hongrois : Satrinca) est un village de Serbie situé dans la province autonome de Voïvodine. Il fait partie de la municipalité d’Irig dans le district de Syrmie (Srem). Au recensement de 2011, il comptait 373 habitants.
Avec Dobrodol, Šatrinci forme une communauté locale, c'est-à-dire une subdivision administrative, de la municipalité d'Irig.

## Géographie

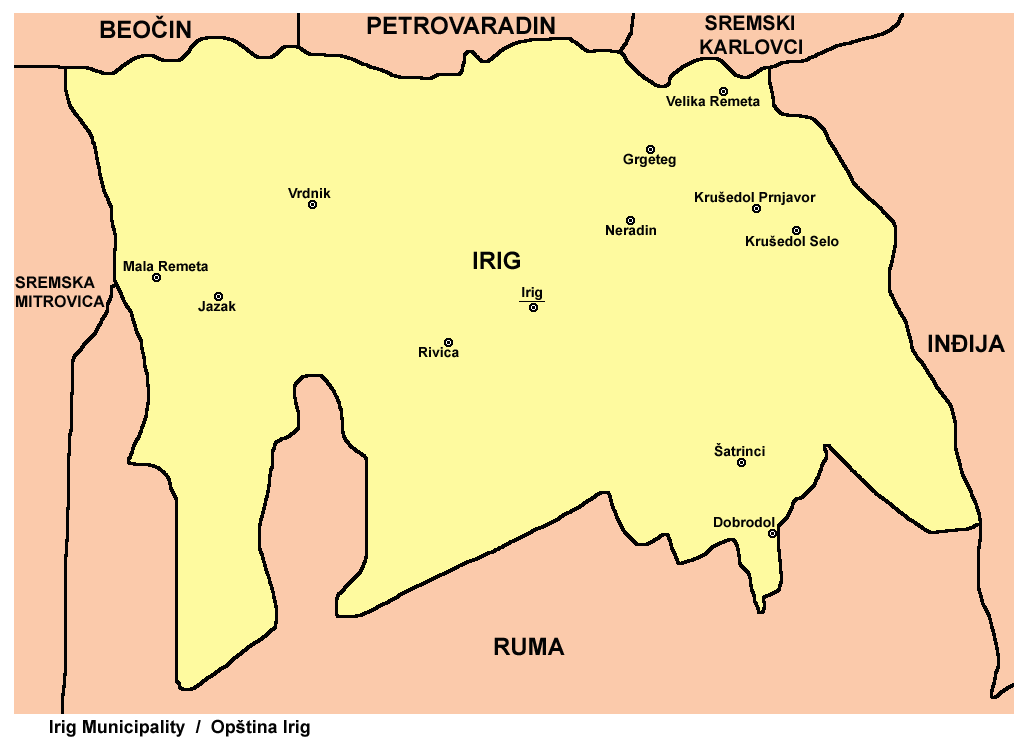
Localisation de Šatrinci dans la municipalité d'Irig

Šatrinci se trouve dans la région de Syrmie, au pied du versant méridional la Fruška gora. Le village est situé à l'est de la municipalité d'Irig, sur les bords du Međeš, un cours d'eau qui fait partie du système de la Jarčina, un affluent de la Save. Les lacs de Dobrodol, de Međeš et de Borkovac sont tous les trois situés près de Šatrinci.

## Histoire
Šatrinci est mentionné en 1702 et a probablement été fondé au moment de la grande migration serbe de 1690 conduite par le patriarche Arsenije III Čarnojević. En 1716, le village fut rattaché aux possessions des Habsbourgs et, en 1736, il était principalement peuplé de Serbes et comptait 30 familles travaillant dans l'agriculture. Avant la « peste d'Irig » (en serbe : Iriska kuga), qui ravagea une partie de la Syrmie en 1795 et 1796, il comptait 165 habitants ; 24 d'entre eux furent touchés par l'épidémie et 18 en moururent.
Des Hongrois s'installèrent ensuite dans le village, pour travailler sur les terres du comte Pejačević.
Après la dislocation de l'Autriche-Hongrie en 1918, le village fut rattaché au royaume des Serbes, Croates et Slovènes qui, en 1929, devint le royaume de Yougoslavie. Il connut ensuite les vicissitudes du pays.

## Démographie

### Évolution historique de la population
| 1948 | 1953 | 1961 | 1971 | 1981 | 1991 | 2002 | 2011 |
| ---- | ---- | ---- | ---- | ---- | ---- | ---- | ---- |
| 388  | 570  | 611  | 447  | 395  | 400  | 399  | 373  |

|  |

### Données de 2002
Pyramide des âges (2002)
En 2002, l'âge moyen de la population était de 36,8 ans pour les hommes et 38,1 ans pour les femmes.
Répartition de la population par nationalités (2002)
En 2002, les Hongrois représentaient 63,4 % de la population ; le village abritait notamment des minorités serbes (21,3 %) et croates (4,7 %).

### Données de 2011
En 2011, l'âge moyen de la population était de 38,9 ans, 37,1 ans pour les hommes et 40,6 ans pour les femmes.

## Économie
L'activité principale des habitants de Šatrinci est l'agriculture. La culture du maïs et du blé occupe 45,2 % des terres arables du village. On y produit aussi des prunes, des cerises et des pêches. L'élevage, qui constituait une activité importante du secteur, a pratiquement disparu.

## Vie locale
Le village possède une maison de la culture, créée en 1948. Elle accueille les locaux de l'école élémentaire et la bibliothèque Piroska Mihajlik, qui a ouvert ses portes en 1980 et qui propose des livres en serbe et en hongrois.
Šatrinci dispose d'un centre médical où une infirmière travaille à plein temps ; un médecin généraliste y consulte trois fois par semaine. On y trouve aussi un club de football, le FK 27. oktobar, la société de chasse Fazan et quelques magasins d'alimentation.

## Tourisme
L'église orthodoxe de la Transfiguration, à Šatrinci, a été construite en 1857 ; elle est inscrite sur la liste des monuments culturels de grande importance de la république de Serbie ; elle a été édifiée à l'emplacement d'une église plus ancienne datant de 1761. Le village possède aussi une église catholique dédiée à saint Étienne de Hongrie ; elle est rattachée à la paroisse d'Irig dans le diocèse de Syrmie.

## Transport
Le village est relié par autobus à Irig, le centre administratif de la municipalité.